# Шацких, Павел Трефильевич
Па́вел Трефи́льевич Ша́цких (26 февраля 1867, Жерновное — 11 июля 1928, Москва) — русский поэт.

## Биография
Павел Трефильевич родился 14 февраля 1867 года в селе Жерновное Елецкого уезда Орловской губернии, в семье сапожника. Учился грамоте у дьячка, позже поступил учеником в бакалейную лавку, затем получил место на механическом заводе. Отдавал весь свой досуг творчеству. Редактирование поэзии Павла Шацких проводил учитель 1-й школы города Ельца Иван Иванович Воробьев. Чтобы пополнить образование, поэт много читал и занимался на дому у того же педагога Воробьева.
Последние годы жизни Павел Трефильевич провёл в Москве у дочери Анны Павловны (Шацких) Любомудровой, где и умер в июле 1928 года.

## Творчество
Стихи Шацких постоянно печатались в местной газете «Елецкая жизнь», в «Орловском вестнике», в журналах «Пчела» и «Народное благо». Также небольшие сборники стихов Шацкого печатались в 1903—1914 годах в Елецкой типографии Наумова. Кроме того, творчество поэта издавалось в Москве. Некоторые из поэтических сборников переиздавались.
Влияние на творчество Шацких оказали Алексей Кольцов, Николай Некрасов, Егор Назаров и Афанасий Фет.
Большинство стихов Павла Шацких посвящено жизни крестьян и среднерусской природе:
- «На пашне»
- «Горе сёл и деревень»
- «Родное».